# Tosanoides
Tosanoides obama là một chi cá biển thuộc phân họ Anthiadinae trong họ Cá mú. Chi này được lập ra vào năm 1953.

## Từ nguyên
Tên chi được ghép từ Tosana (một chi khác trong phân họ Anthiadinae) và hậu tố –oides ("giống với" trong tiếng Latinh), hàm ý so sánh Tosanoides có gai vây lưng thứ nhất dài nhất, thay vì thứ ba như Tosana, và đường bên uốn cong rõ rệt ngay dưới tia vây lưng mềm cuối cùng.

## Các loài
Có 6 loài được ghi nhận trong chi này tính đến hiện tại:
- Tosanoides annepatrice Pyle, Greene, Copus & Randall, 2018[3]
- Tosanoides aphrodite Pinheiro, C. R. Rocha & L. A. Rocha, 2018[4]
- Tosanoides bennetti Allen & Walsh, 2019[5]
- Tosanoides filamentosus Kamohara, 1953
- Tosanoides flavofasciatus Katayama & Masuda, 1980[6]
- Tosanoides obama Pyle, Greene & Kosaki, 2016[7]

## Phân bố
Trong 6 loài thì chỉ có T. aphrodite được phát hiện ở Đại Tây Dương, còn lại đều được tìm thấy ở Tây Thái Bình Dương.

## Hình thái
Cả 6 loài đều là những loài dị hình giới tính.